# Vikas Krishan
Vikas Krishan Yadav (ur. 10 lutego 1992) – indyjski bokser, brązowy medalista mistrzostw świata, mistrz igrzysk azjatyckich.
Występuje na ringu w wadze półśredniej. W 2011 roku podczas mistrzostw świata amatorów w Baku zdobył brązowy medal w kategorii do 69 kg. 
Mistrz igrzysk azjatyckich w 2010 roku w Guangzhou i brązowy medalista igrzysk olimpijskich młodzieży w tymże roku w Singapurze.
Podczas igrzysk olimpijskich w Londynie (2012) odpadł w 1/8 finału.
W roku 2012 został laureatem nagrody Arjuna Award.